# Jenůfa
Az A mostohalánya (csehül Její pastorkyňa), cseh nyelvterületen kívül használt címén Jenůfa, opera három felvonásban. Zenéjét szerezte és Gabriela Preissová (1862−1946) morva írónő azonos című drámája nyomán librettóját írta Leoš Janáček (JW 1/4). A mű 1893 és 1903 között keletkezett. Ősbemutatója a brünni Machen Színházban volt 1904. január 21-én. Magyarországon a Pécsi Nemzeti Színház mutatta be 1966. március 18-án.

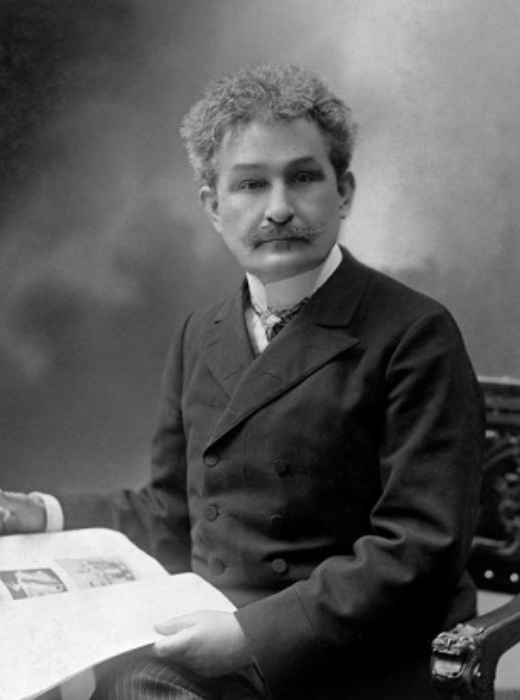
Leoš Janáček 1904-ben

## Szereplők
- Buryja nagymama, kikötményes eltartott és házvezetőnő a malomban (alt)
- Laca Klemeň (tenor) és
- Števa Buryja (tenor), féltestvérek, Buryja unokái
- Buryja sekrestyésné, özvegyasszony, a nagymama menye (szoprán)
- Jenůfa, a mostohalánya (szoprán)
- A molnár (bariton)
- A polgármester (basszus)
- A polgármesterné (mezzoszoprán)
- Karolka, a lányuk (mezzoszoprán)
- Pásztorlány (mezzoszoprán)
- Barena, szolgálólány a malomban (szoprán)
- Jano, tehenészlegény (szoprán)
- Egy asszony (alt)
- Újoncok, zenészek, molnárlegények, falusiak (kar)

## Az opera cselekménye
Helyszín: egy morva falu
Idő: 1900

### Első felvonás
Szín: Késő délután. Egy magányos vízimalom a hegyek között. Jobbra, a malom előtt fából ácsolt veranda. Domboldal, bokrok és számos kivágott fa. A háttérben egy patak. Jenůfa kezében egy rozmaringos edénnyel a patak mellett áll. Kezével árnyékolva szemét a távolba néz. A nagymama a verandán ül, krumplit hámoz. Laca balra ül, ostornyelet farag nagy zsebkéssel.
Jenůfa, Laca és Buryja nagymama várja Števát, hogy hazatérjen. Jenůfa, aki szerelmes Števába, és titokban terhes gyermekével, attól tart, hogy besorozták a hadseregbe. Laca, aki szerelmes Jenůfába, keserűségét fejezi ki féltestvére otthoni kedvelt helyzete miatt. Miközben panaszkodik, játszik egy késsel, és miután tompának találja, odaadja a malomvezetőnek, hogy élesítse meg. A munkavezető tájékoztatja a családot, hogy Števa nem került sorozásra, Jenůfa megkönnyebbülésére és Laca fokozott csalódottságára. A többiek elmennek, Jenůfa pedig várja, hogy üdvözölje Števát. Megjelenik egy csapat katonával, részegen, és a lányokkal dicsekszik rátermettségével. Zenét hív, és táncba rántja a nyomorult Jenůfát.
A sekrestyésné belép ebbe a zajos jelenetbe, elhallgattatja a zenészeket, és Števa viselkedésén megdöbbenve megtiltja neki, hogy feleségül vegye Jenůfát, amíg egy teljes évig józan marad. A katonák és a család magára hagyják Števát és Jenůfát, aki könyörög, hogy szeresse, de a férfi, mivel nem tud a terhességéről, kötetlen válaszokat ad neki, és elmegy. Laca visszatér, olyan keserűen, mint mindig. Megpróbálja rávenni Jenůfát, hogy kritizálja Števát, de a lány mindennek ellenére a szeretője oldalára áll. Laca azon dühöng, hogy Števa rá sem nézne, ha nem rózsás orcája lenne, aztán késével arcon vágja.

### Második felvonás

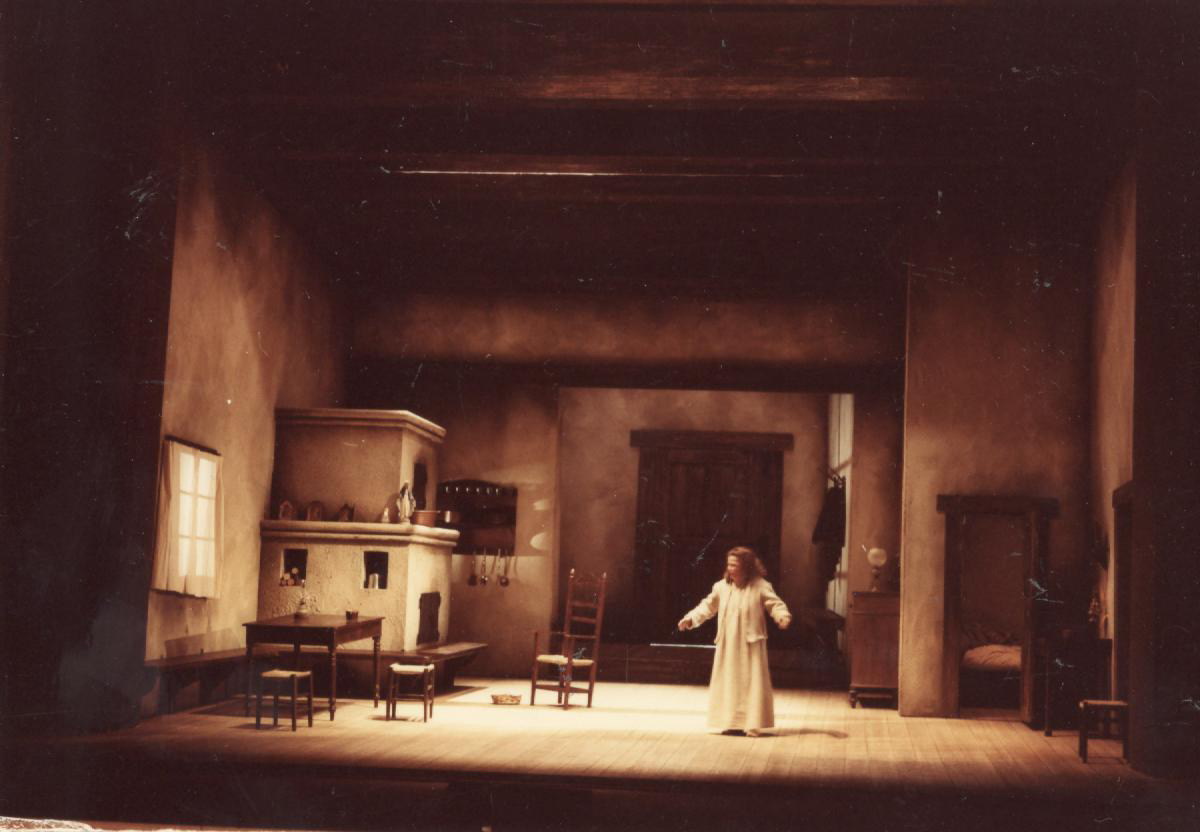
A II. felvonás színpadképe

Szín: Szlovák parasztszoba. A falakat képek borítják. Az ajtó mellett szenteltvíztartó. Tűzhely, megvetett ágy, egy láda és ruhatartó. Polcok edényekkel, székek. Az ablak mellett egy Szűz Mária-kép lóg.
Hónapokkal később tél van. A baba megszületett, de Števa még nem jött meglátogatni gyermekét. Jenůfa arca még mindig eltorzult, de boldog a baba iránti szeretetében. Amíg Jenůfa alszik, a sekrestyésné beidézi Števát, és követeli, hogy vállalja a felelősséget. Azt válaszolja, hogy bár pénzt ad titokban, senkinek sem szabad tudnia, hogy a baba az övé. Jenůfa iránti szerelme elhalt, amikor Laca elrontotta a szépségét, és most eljegyezte Karolkát, a polgármester csinos lányát. Števa elmegy, Laca pedig belép. Még mindig nem tudja az igazságot a babáról, és amikor sekrestyésné elmondja neki, első reakciója az undor attól a gondolattól, hogy szárnyai alá veszi Števa gyermekét. Kostelnička attól tart, hogy Jenůfának nem marad kihez házasodnia, és sietve azt hazudja, hogy a baba meghalt. Laca elmegy, a sekrestyésné pedig szembesül a hazugság igazításának szükségességével. Kendőbe burkolja a babát, és elhagyja a házat.
Jenůfa felébred, és imát mond gyermeke jövőjéért, de a visszatérő sekrestyésné elmondja neki, hogy a baba meghalt, miközben aludt. Laca megjelenik, és gyengéden megvigasztalja Jenůfát, kérve, hogy életük hátralévő részét együtt töltsék. A pár gyengédségét látva Kostelnička megpróbálja elhitetni magával, hogy a legjobban járt.

### Harmadik felvonás
Szín: A sekrestyésné szobája mint a II. felvonásban. Az asztalon fehér abrosz, rajta egy edényben rozmaring és rozmaringcsokrok szalaggal átkötve. Egy üveg bor, poharak és egy tányér sütemény.
Most tavasz van, Laca és Jenůfa esküvője. Megint minden rendben van, kivéve, hogy a sekrestyésné egy idegroncs. Števa és Karolka meglátogatják, a falusi lányok kórusa nászdalt énekel. Ekkor sikolyok hallatszanak. A baba holttestét az olvadó jég alatti malompatakban fedezték fel. Jenůfa azonnal kijelenti, hogy a baba az övé, és bánatában bűnösnek tűnik a gyilkosságban. A falu kész azonnali igazságszolgáltatásra Jenůfa ellen, de a sekrestyésné megnyugtatja őket, és azt mondja, az övé a bűn. Az egész történetet hallva Jenůfa megbocsát mostohaanyjának. A tömeg börtönbe viszi a sekrestyésnét. Jenůfa és Laca magukra maradnak. Jenůfa megkéri Lacát, hogy hagyja el őt, mert nem számíthat arra, hogy most feleségül veszi. Azt válaszolja, hogy nem hagyja el, és élete hátralévő részét vele szeretné leélni.

## Híres részletek
- Daleko široko... − Rekruta-jelenet (Števa, énekkar, I. felvonás)
- Co chvíla... co chvíla... − A sekrestyésné monológja (II. felvonás)
- Zdrás královno... − Jenůfa imája (II. felvonás)

## Fordítás
- Ez a szócikk részben vagy egészben  a   Jenůfa című angol Wikipédia-szócikk ezen változatának fordításán alapul.  Az eredeti cikk szerkesztőit annak laptörténete sorolja fel. Ez a jelzés csupán a megfogalmazás eredetét és a szerzői jogokat jelzi, nem szolgál a cikkben szereplő információk forrásmegjelöléseként.